# Abak Safaei-Rad
Abak Safaei-Rad (* 1974 in Köln) ist eine deutsche Schauspielerin, Hörspiel- und Synchronsprecherin.

## Leben
Abak Safaei-Rad wurde 1974 in Köln geboren. Sie studierte von 1995 bis 1999 Schauspiel an der Hochschule für Musik, Theater und Medien Hannover und erlangte danach Festengagements am Schauspiel Frankfurt oder dem Staatstheater Stuttgart. Als Gast war sie an verschiedenen Häusern zu sehen, unter anderem an der Volksbühne Berlin, am Deutschen Theater Berlin, am Schauspiel Hannover, am Theater Neumarkt Zürich und bei den Salzburger Festspielen. Seit 2019 ist sie fest im Ensemble am Maxim-Gorki-Theater in Berlin angestellt. Darüber hinaus arbeitet sie als Synchronsprecherin, aber auch als Hörfunk- und Hörspielsprecherin, womit sie bereits im Alter von 12 Jahren begann.
Neben der Theaterlaufbahn spielt Abak Safaei-Rad auch in Film- und Fernsehproduktionen mit. So übernahm sie im Tatort des Südwestrundfunks die Rolle der Rechtsmedizinerin Dr. Otte. Darüber hinaus spielte sie in den Filmen Futur Drei (Regie: Franz Shariat) und Rabiye Kurnaz gegen George W. Bush (Regie: Andreas Dresen), die bei der Berlinale starteten.
Im Jahr 2022 wurde sie für das Hörspiel Pisten mit dem Deutschen Hörspielpreis der ARD in der Kategorie Beste schauspielerische Leistung ausgezeichnet.
Die Schauspielerin ist mit Andreas Leupold verheiratet, sie haben einen Sohn.

## Filmografie
- 2012: Beziehungsweisen
- 2017: Kalt ist die Angst
- 2020: Aus dem Tagebuch eines Uber-Fahrers
- 2020: Futur Drei
- 2019: Tatort: Für immer und dich
- 2021: Tatort: Was wir erben
- 2022: Rabiye Kurnaz gegen George W. Bush
- 2022: Die Saat
- 2022: In Wahrheit: In einem anderen Leben
- 2022: Der Barcelona-Krimi (Folge: Der längste Tag)
- 2022: Der Barcelona-Krimi (Folge: Der Riss in allem)
- 2022: Tatort: In seinen Augen
- 2022: Souls
- 2024: Jenseits der Spree (Folge: Abserviert)

## Hörspiele
Die ARD-Hörspieldatenbank verzeichnet seit 1988 (Stand: September 2022) 50 Datensätze, bei denen sie als Sprecherin geführt wird.